# (523713) 2014 JX80
(523713) 2014 JX80 est un objet transneptunien en résonance 2:5 avec Neptune.